# سدیدالملک
سدیدالملک سیاست‌مدار ایرانی بود، که در  دوره چهارم  به‌عنوان نماینده شهرضا در مجلس شورای ملی حضور داشت.